# Dubrovskij (film)
Dubrovskij (Дубровский) è un film del 1936 diretto da Aleksandr Viktorovič Ivanovskij e tratto dall'omonimo romanzo postumo di Puškin.